# Мураптал
Мураптал (баш. Мораптал) — деревня в Куюргазинском районе Башкортостана, входит в состав Мурапталовского сельсовета.

## История
Название деревни происходит от имени первопоселенца на этих землях — Мураптала Исянгулова. Он в 1751 году участвовал в продаже заводчикам Твердышеву и Мясникову земель семи волостей по рр. Лик, Сакмаре, Белой и впадающим в них рекам Каргалы, Карамалы, Салмыш, Юшатыр, Куюргазе, Ик и др.
До 10 сентября 2007 года называлась Деревней станции Мурапталово.

## Население
| 2002 | 2009 | 2010 |
| ---- | ---- | ---- |
| 40   | ↗41  | →41  |

## Географическое положение
Расстояние до:
- районного центра (Ермолаево): 32 км,
- центра сельсовета (Новомурапталово): 2 км,
- ближайшей ж/д станции (Мурапталово): 0 км.

## Палеонтология
В районе Мурапталово в отложениях раннего триасового периода (верхнеоленёкский подъярус) обнаружены ископаемые образцы темноспондильных амфибий Parotosuchus и Inflectosaurus.

## Известные уроженцы
- Альмухаметов, Газиз Салихович (29 октября 1895 — 10 июля 1938) — башкирский и татарский певец и композитор, музыкально‑общественный деятель. Первый из певцов удостоился звания «Народный артист Башкирской АССР» (1929)[6].

## Достопримечательности
- В 1995 году в честь 100‑летия со дня рождения Народного артиста БАССР в д. Мурапталово был открыт музей Г. С. Альмухаметова.
- Якутовский солёный источник — родник на левом берегу р. Казлаир, памятник природы с 1965 года[7][8].